# Плутонийтрииндий
Плутонийтрииндий — бинарное неорганическое соединение
плутония и индия
с формулой In3Pu,
кристаллы.

## Получение
- Сплавление стехиометрических количеств чистых веществ:

{\displaystyle {\mathsf {Pu+3In\ {\xrightarrow {1225^{o}C}}\ In_{3}Pu}}}

## Физические свойства
Плутонийтрииндий образует кристаллы
кубической сингонии,
пространственная группа P m3m,
параметры ячейки a = 0,46096 нм, Z = 1,
структура типа тримедьзолота AuCu3
.
Соединение конгруэнтно плавится при температуре 1225°С.
Имеет область гомогенности 25÷27 ат.% плутония.
В соединении обнаружен эффект де Хааза — ван Альфена.